# 青

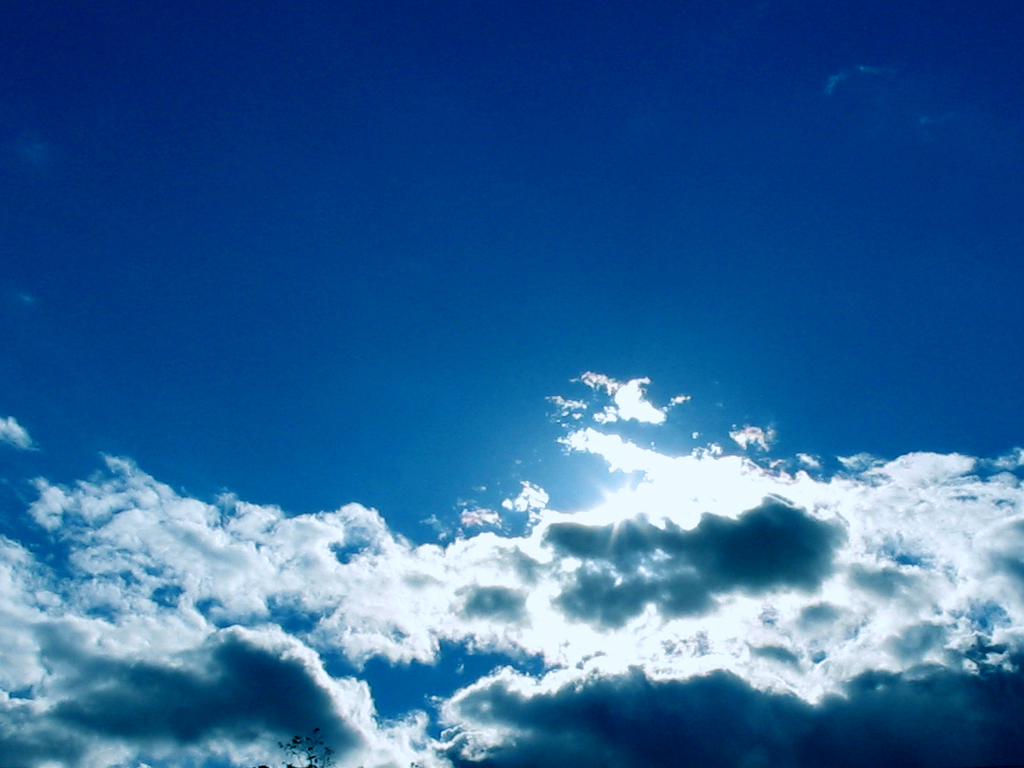
青い空

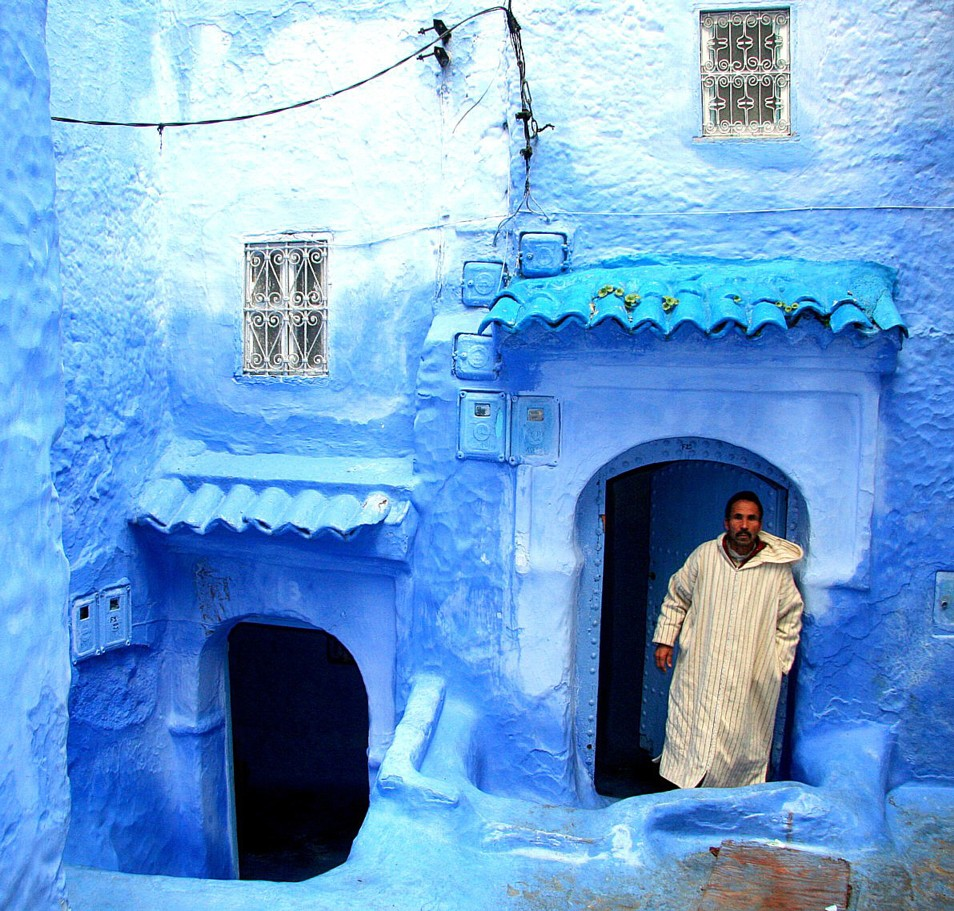
シャウエンの青い建物（モロッコ）

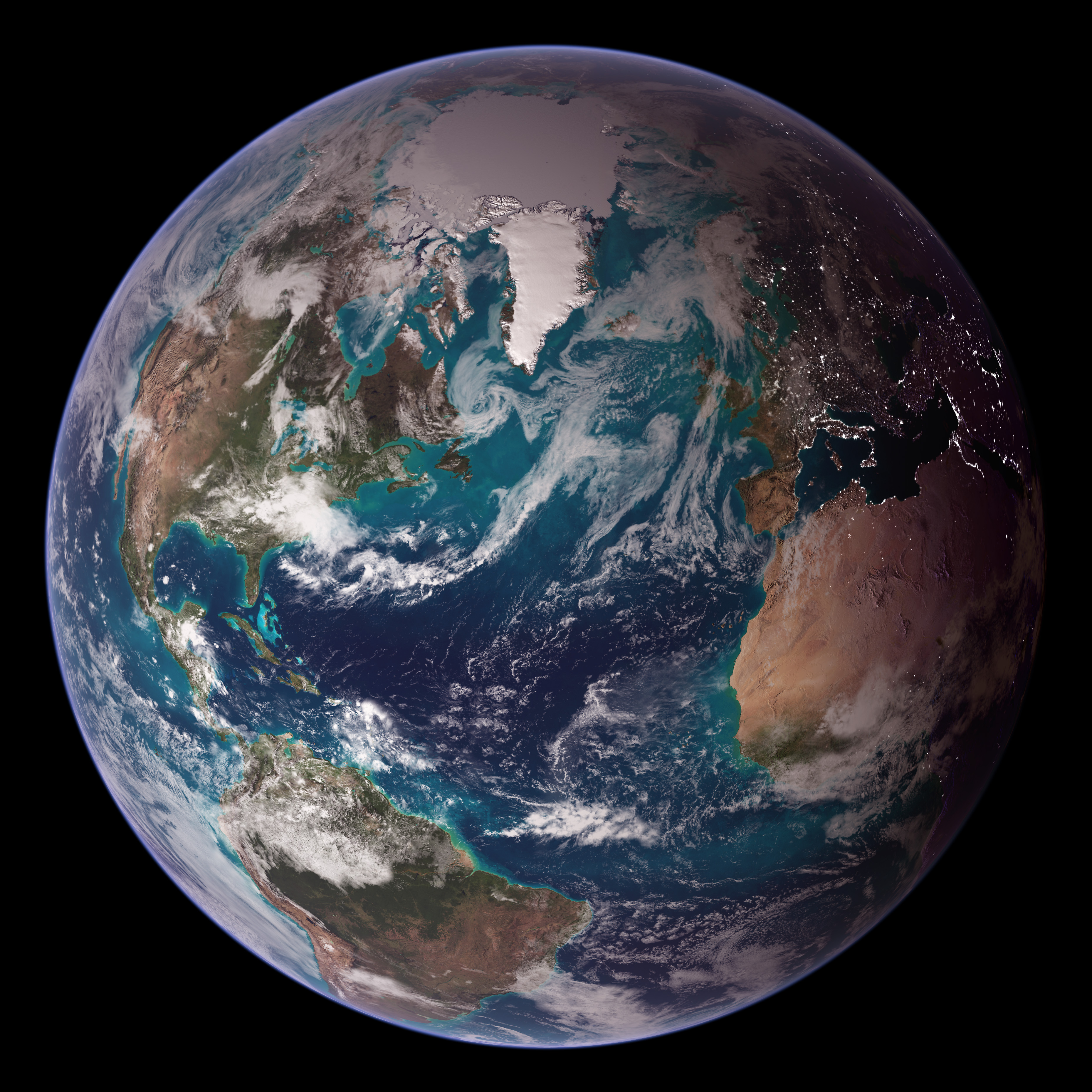
青い地球

青（あお、靑、蒼、碧）は、可視光のスペクトル色の紫とシアンの間にある色である。主波長は約450〜495 nm。晴れた空の色や海の色、瑠璃のような色の総称である。寒い印象を与える色で、寒色に分類される。信頼、冷静、理知をイメージさせる色と言われている。
青は英語のblue、外来語のブルーに相当する。青色（セイショク、あおいろ）は同義語。
また、青は光の三原色のひとつでもある。RGBカラーモデルでは原色であり、CMYKカラーモデルではマゼンタとシアンの混色によって作られる色である。青はエヴァルト・ヘリングが提唱した反対色説におけるユニーク色相のひとつでもあり、心理四原色（赤・黄・緑・青）のひとつでもある。なお、青は黄の補色であるとされる。

「あお」は緑色などの寒色全体を指して用いられることがあり、このように青と緑が明確に分節されてこなかった言語は世界に例が多い。
JIS規格では基本色名の一つ。

## 色名としての青

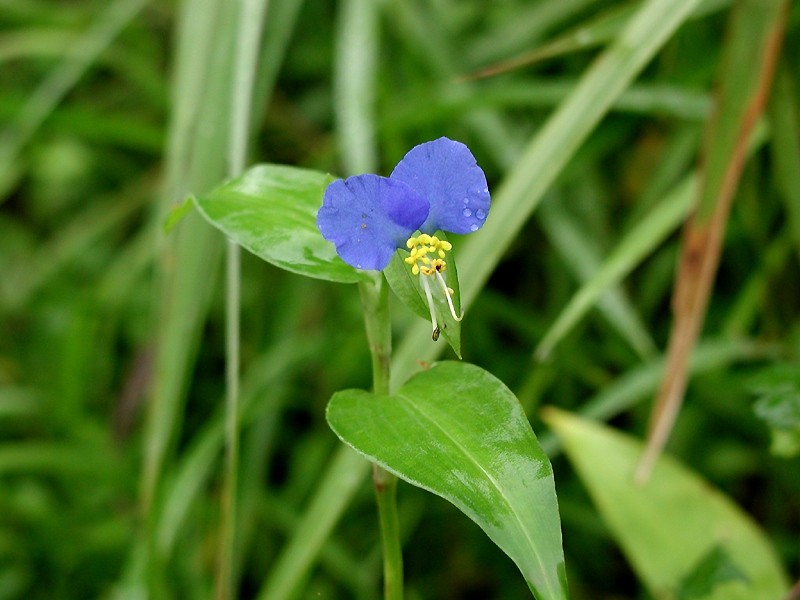
ツユクサの花
青の染料がとれる

青という基本色名は、その他多くの固有色名を総称として含んでいる。
たとえば、水色（みずいろ）・空色（そらいろ）と呼ばれるような明度が高く彩度の低い、淡い色合いのもの、紺色（こんいろ）や藍色（あいいろ）、群青色（ぐんじょういろ）などの明度が低い、濃い色合いのものなどが青に含まれる。空の色には「空色」という固有色名があるにもかかわらず、「青空」と呼ぶことなどが良い例である。
現代の青に相当する色として、日本では伝統的には藍（あい）や縹（はなだ）を用いてきた。
これは、日本において青を表現するための染料が古来はツユクサであり、その色を花色と呼んだことに由来すると思われる。後には染料としてアイが用いられるようになり、藍や縹が青系統の色を表す総称として定着した。しかし、これらの色名も現在は基本的に青と総称するようになり、藍や縹は固有色名としての性格が強くなっている。
日本語の「青春」「青葉」「青信号」と同じく、現代の中国語でも、「青」という字は「緑」と同義語である（青菜（チンツァイ）、青草（チンツァオ）、青椒（チンジャオ）など）。そして、ブルーを「藍」、グリーンを「緑」、インディゴを「靛」と表記して区別されるが「青色」はシアンの意味。
用法例：「綠燈（青信号）」「藍天（青空）」「蔚藍的大海（青々とした海）」（例外として、「青天」だけは、緑空ではなく青空のことを指す）

### 「青」の字以外の「あお」
「あお」と訓じられる漢字として蒼および碧もある。これらもまた総称としての青の範疇であるが、「青」よりも固有色名としての性格が強い。
蒼は、干した青草のような色、生気の無い青色を指し、不透明、くすんだ青色を意味する。「蒼蒼」は、あおあおとしたさま、草木などの茂るさまを指す。中国では、蒼を時々使う場合は曇り空、遠山のようなくすんだ青色もしくは灰色を指し、例えば"蒼茫的天空"、"遠山蒼蒼"という表現や、アオサギのように体毛が灰色の動物の名前に使われる場合がある。この点で「青」「碧」「藍」とは区別される。
 ウィクショナリーには、蒼の項目があります。
一方、碧は、青く澄んで見える石、青色の美しい石の意味があり、碧空、碧海などの言葉もあるように美しいものを表す色としてよく使われる。青色ないし緑色を表す。また無色の奥から浮き出す青緑色とある。碧は「みどり」とも読む。その場合、「青」よりもさらに緑色に近い色であることを強調して用いるケースが多い。色合いとしては「青緑」に近く、「青」に含まれるが「蒼」や「藍」とは確かに区別される。中国では、特に玉石の色を指す。また日本でも、色ではなく宝石を意味する漢字としても使われている。

### やまと言葉の「あお」
日本語の「あお（あを）」の推測の域を出るような語源は詳らかでないが、「しろ」（顕色）・「くろ」（暗色）・「あか」（明色）とともに色を表す語として古くから用いられてきたものである。しかし古代においてこれは、現在の青色・緑色・紫色・灰色のような非常に広い範囲の色を総称して（漠色）用いられていたと考えられている。現代でもいくつかの語にそうした影響が残っており、特に緑色をさす「青」の用法は広く見られる。
また、各地方言で「あを」は黄色まで指していたとされ、『大日本方言辞典』によれば、青森・新潟・岐阜・福岡・沖縄といった地方では、青は黄も意味した。
このようなことから、日本語の青を表す言葉の色度範囲は緑〜青緑〜青〜青紫まで幅が広いほか、一部「くろ」（暗色）と重複する（『青毛の馬』など）。
片山龍峯が考察した一説として、日本語のアオは「アフ＝会う・合う」、または、その連用形の「アヒ＝間（隣合うの意）」と関連した語であり、アイヌ語のアフ（会）の他界観とも関連するものと捉えられている。龍峯によれば、アオとは黒と白の範囲の中間色を意味する「間（アヒ）」からきているとされ（龍峰はさらに現世と他界の中間の意についても触れている）、沖縄でも青はこの「アヒ（間）」から派生した語であるとしている。したがって、大和・アイヌ・琉球における「アオ」の語源の流れは同じところから派生したものと考察している。

## 光源色としての青

光の三原色。左の円が青（ブルー）

青 (Blue) は光の三原色のひとつで、カラーモニターやウェブサイト上で用いられ、赤 (Red)・緑 (Green) と共に使われるためRGBと呼ばれる。この場合の青はRGB値で表すと
(R, G, B) = (0, 0, 255)
で表され、ウェブブラウザでBlueと指定したときは、16進数を用いて#0000FFとして定義される（右図）。色合いとしては日本語の「青」からイメージする色合いよりもやや紫みを帯びた濃い青色（群青色）である。
ウェブカラーとしてはさらにLightBlue、MediumBlue、DarkBlueの三色が以下のように定義されている。

## 物体色としての青

### 印刷技術における青
現在の印刷で使われ青はシアンと呼ばれる。プロセスカラーのシアンには最もよく使われるのは銅フタロシアニンのβ結晶であるPigment Blue 15:3で、これの分散性能を高めたものが、Pigment Blue 15:4である。どちらも、銅フタロシアニン青としては緑味である。また、光の三原色の青に色合いが似た色は、シアンとマゼンタでも作ることができるし、「特色」として別の色を使う方法もある。

### JIS規格における青
JISの規格では青およびブルーがそれぞれ定義されている。この両者の色は微妙に異なる色として定義されている。
実際の色の違いは右の表を参照。

## 色彩科学における青
国際照明委員会 (CIE) はCIE1931RGB表色系において、435.8 nm の波長の単色光を青 (B) の原刺激と定めた。ただし、原刺激の種類は等色実験において研究者が自由に定めることができるものであり、必ずしも人々がもっとも赤、緑、青に感じる色光を選択してはいない点に注意が必要である。G（緑）の原刺激 546.1 nmとB（青)の原刺激 435.8 nm は、1931年当時すでに普及していた水銀灯の出す2波長であり、分離して入手しやすい明るい光であるという理由で選択されたにすぎない。

## 青の色料
藍は太古より使用されており、現在でも重要な色素（染料・顔料）である。現在より遥かに高級であった古来の絵画などで、美しい紫青色を出す顔料には半貴石ラピスラズリを原料とした顔料を用いた。これは海の彼方から運ばれてきたのでウルトラマリンと呼ばれ珍重された。その後科学が発達し合成色素、合成顔料が生産されるようになった。1704年にドイツで作られた紺青（プルシャンブルー）は暗い青色顔料であり、最初の合成顔料とされているが、現在でも生産されている。青色顔料として現在最も多用されるのは、葉緑素に似た化学構造を持つフタロシアニン青であり、銅フタロシアニンであるColour Index Generic Name、Pigment Blue15:3などが上述シアンとして使用されている。なおプルシャンブルーやフタロシアニン青より明るい青色顔料としてはコバルト青（アルミン酸コバルト）やセルリアンブルー（錫酸コバルト）、コバルトクロム青、コバルト-アルミ-珪素酸化物 (Oxide Co-Al-Si)、酸化コバルト-亜鉛-珪素（：Oxide Co-Zn-Si）、マンガン青、バナジウムジルコニウム青（トルコ青）等がある。

### 青色無機顔料

#### ウルトラマリン青 Ultramarine Blue

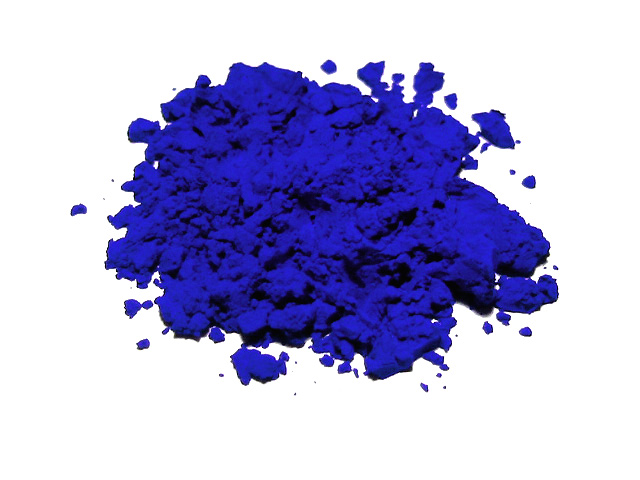
合成ウルトラマリン青

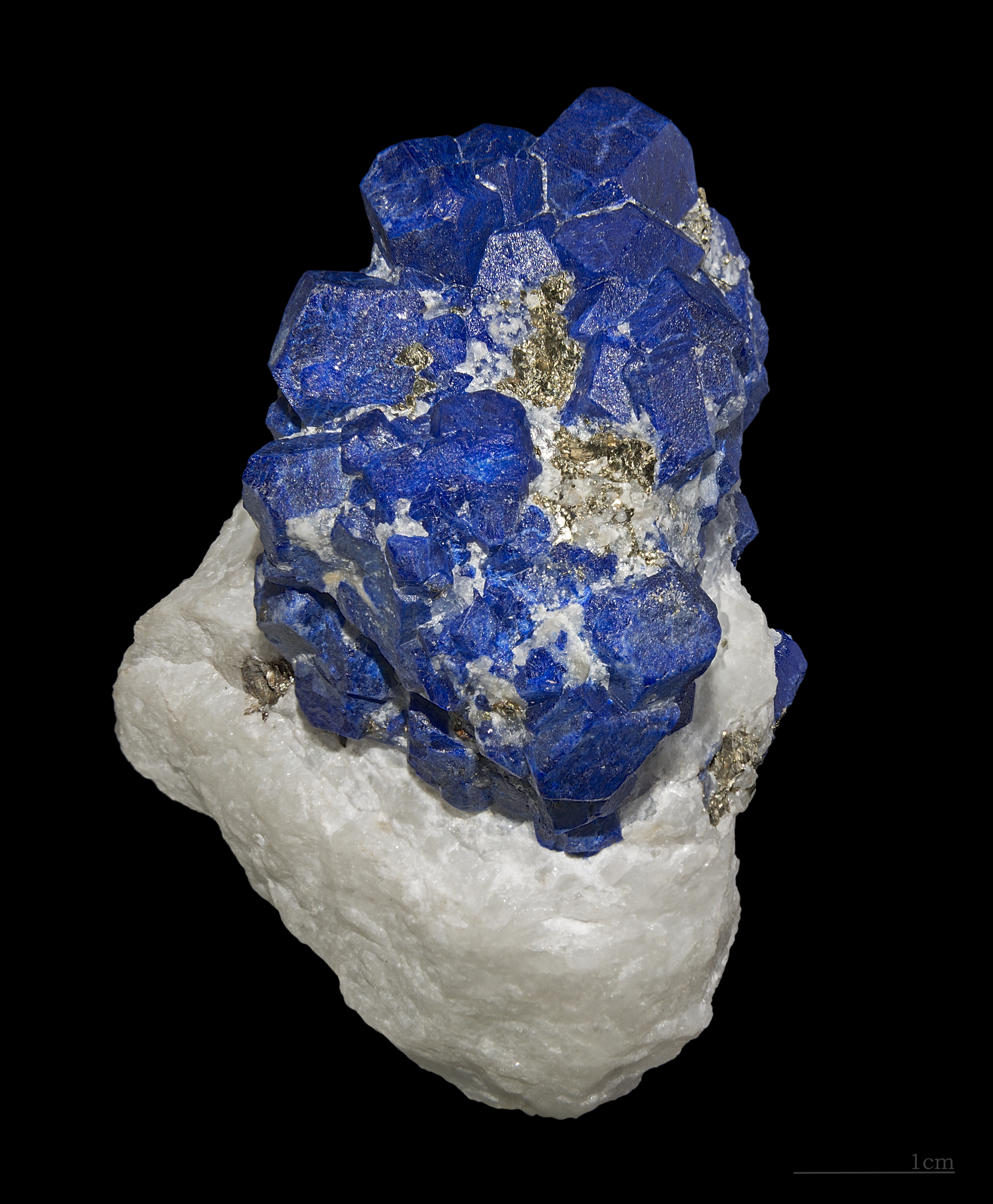
瑠璃（ラピスラズリ）

現在より遥かに高級であった古来の絵画などで、鮮烈で深い青色を出す顔料には半貴石ラピスラズリを原料とした顔料を用いた。この顔料はウルトラマリンと呼ばれ珍重された。フランス・イタリアでは海のかなたから運ばれてきた青色だったのでフランスでは「blue oltremare」と、イタリアでは「blu oltremare」と呼ばれていた。Colour Index Generic NameはPigment Blue 29である。

##### 人工ウルトラマリン青 Ultramarine Blue artificial
フレンチウルトラマリンとも言われる。極めて高彩度で、いかなる顔料でもこの色は再現できない。

##### 天然ウルトラマリン青 Ultramarine Blue natural
ラピスラズリの原石を精製しウルトラマリン（ブルー）の絵具を作る技術は12、13世紀に発達したとされる。

##### 瑠璃 Lapis Lazuli
瑠璃（ラピスラズリ）は精製せずに用いられたこともあった。

#### 岩群青 Mountain Blue

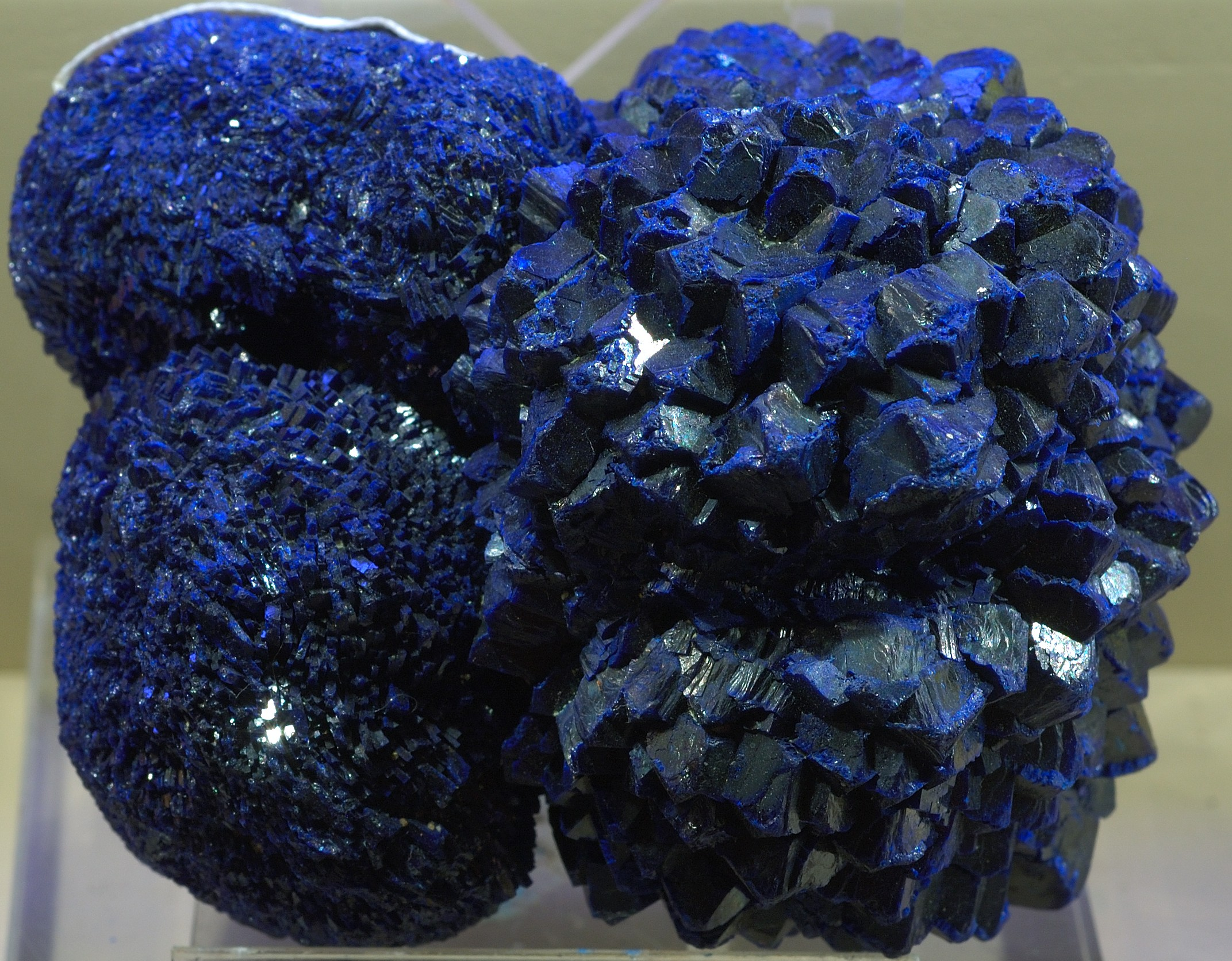
藍銅鉱

アズライト (Azurite) は鉱石の藍銅鉱、つまり塩基性炭酸銅より得られる天然の青色顔料である。15世紀から17世紀中ごろにかけてヨーロッパ絵画で、最も重要な顔料であったことは疑いがない。緑色の塩基性炭酸銅であるマラカイトと共存していることがよくある。他の鉱物性顔料と同様、粉砕したものをよく選別した後、水洗、挽いて粉にし、水簸（すいひ）して製品とする。細かく挽くと淡色になり着色力も弱いので、かなり荒めに引く。粗粒のアズライトは紫青色をしている。絵画におけるアズライトの変色は、ニスによる見かけ上の場合が多い。変色はこの顔料は吸水してマラカイトができることがある。熱と温アルカリで黒変、酸に対しては、酢酸であっても溶解する。ただし、普通は安定している。Colour Index Generic NameはPigment Blue 30である。

#### 紺青 Prussian Blue
紺青は1704年にドイツで作られた青色顔料であり、最初の合成顔料とされているが、現在でも生産されている。通常、紺青と言えばプルシアンブルーのことである。鉄青、アイロンブルー(Iron Blue)、プロシア青などとも呼ぶ。Colour Index Generic NameはPigment Blue 27である。

#### 青色複合酸化物顔料
アルミ-コバルト 酸化物、アルミ-亜鉛-コバルト 酸化物、硅素-コバルト 酸化物、硅素-亜鉛-コバルト 酸化物などは、顔料として使用される。これらは青色を呈する複合酸化物顔料である。複合酸化物顔料 (mixed metal oxide pigment) とは、複数の金属酸化物を混合し、1000℃以上の高温で焼成した顔料である。複合酸化物顔料は着色力が小さいものの、耐熱性、耐候性に優れる。セラミックや耐熱塗料に使用される。焼成顔料 (calcination pigment) とも呼ばれる。

##### コバルト顔料
スマルト、コバルト青（アルミ酸コバルト）、錫酸コバルト、コバルトクロム青、コバルト-アルミ-珪素 酸化物、コバルト-亜鉛-珪素 酸化物などがある。

###### 花紺青 Smalt
スマルトは最古のコバルト系顔料である。ガラス質の人工顔料で酸化コバルトを用い濃く着色した珪酸ガラスを粉砕したものである。Colour Index Generic NameはPigment Blue 32である。

###### コバルト青 Cobalt Blue
コバルト青はアルミ酸コバルトであり、絵画用としては1800年代の中ごろから好んでよく使用されるようになった。絵画用としては、含水酸化クロムの絵具などと混合し用いられ、コバルトクロム緑などより美しい緑を作る。一般的には酸化コバルト1に対し、酸化アルミニウム4-6というものが多く、コバルト含有率はそれ程高くない。Colour Index Generic NameはPigment Blue 28である。

###### 錫酸コバルト Cerulean
錫酸コバルトを、ラウニー商会が油絵具等に用いたのは、1860年代になってのことである。そのときの名称が「セルリアン」であり、現在でもラウニーは「セルリアン」の名称で販売している。錫酸コバルトは透過光では緑青色になる特異な色合いの青色顔料である。英語のceruleanは「青空色」を意味する。Colour Index Generic NameはPigment Blue 35である。

###### コバルトクロム青 Cobalt Chromium Blue
コバルトとクロムを含む酸化物固熔体で、堅牢性は極めて高く、絵画技法をはじめ、耐熱性を要求される分野、例えば窯業に至る広い用途を持っている。コバルトクロム緑の変種でクロム含有量が少ないもの。Colour Index Generic NameはPigment Blue 36である。

###### ケイ酸コバルト亜鉛青   Cobalt Zinc Silicate Blue
ケイ酸コバルト亜鉛青 は、コバルト-亜鉛-珪素酸化物である。紫青色の顔料で隠蔽力は高くない。重要な用途は現在のところ存在しないが、絵具における濃色コバルト青を代替している傾向にあり、「コバルトブルー ディープ」の名で顔料や絵具として流通している。Colour Index Generic NameはPigment Blue 74である。

###### コバルト-アルミ-珪素 酸化物
アルミ-珪素-コバルト 酸化物を参照。紺青と呼ばれる。

#### マンガン青 Manganese Blue
マンガン青は極めて赤味の少ない青色顔料である。1930年代から工業的に製造されるようになった。特異な色相を持ち、現在でも他の顔料・染料で代替できない色合いをしている。環境配慮のために現在製造されていない。Colour Index Generic NameはPigment Blue 33である。

### 青色有機顔料及び青色染料
青色を呈色する有機顔料をここでは、青色有機顔料と総称する。インディゴ、フタロシアニン以外に、アントラキノン系の青色顔料であるインダンスレンブルー (Pigment Blue 60、Pigment Blue 64)、印刷などに使用されるアルカリブルーなどがある。インディゴ、インダンスレンブルーは建染染料である。

#### 藍 Indigo

インディゴ

藍は植物である藍から取れる青藍の色料である。現在では合成藍が存在し組成は同じである。ただし、植物である藍は微量ながら赤紫の染料も含んでいる。これを集めて赤紫に染色することも不可能ではないが合理的でない。藍は染料として認知され染色に使用されるが、顔料であり、体質顔料に定着させる等の処理をせずに顔料として使用される。Colour Index Generic NameはPigment Blue 66、Vat Blue 1及びNatural Blue 1である。

#### フタロシアニン

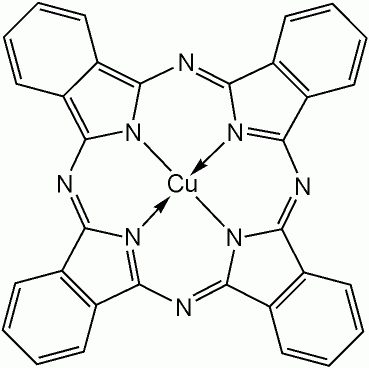
フタロシアニンの銅錯体

青色顔料として現在最も多用されるのは、葉緑素に似た化学構造を持つフタロシアニンである。1933年、ICI（インペリアル ケミカル インダストリーズ）社のリンステッドたちがフタロシアニンと命名、1935年に工業化され、モナストラルブルーの名で商品顔料になった。アメリカでは、1936年に別の名で取引が始まる。鮮明で着色力が非常に強く、プロシア青の倍程の着色力がある。濃色では赤味が強いが淡色では赤味が減じる。有機溶剤には溶解しない。濃硫酸塩酸以外の酸、アルカリには溶解しない。酸化剤、還元剤にも耐性がある。赤と黄の光を殆ど吸収し緑と青の光を反射するので、三色印刷に求められる、理想的な純粋の青に極めて近いものになる。絵具として商品化されたのは1936年に商品化されたすぐ後である。フタロシアニン青である銅フタロシアニン Colour Index Generic Name Pigment Blue15:3などが印刷以外でも、色の三原色のひとつという認識の下使われることがある。Colour Index Generic Nameには銅フタロシアニンのPigment Blue 15、無金属フタロシアニンのPigment Blue 16、銅フタロシアニンのPigment Blue 76等が記載されている。他にもアルミニウムフタロシアニン等様々ある。銅フタロシアニンも無金属フタロシアニンも良く用いられる。
フタロシアニンのベンゼン環にスルホン基を導入して可溶性色素（染料）とし、金属塩を用いてレーキ化したものは、鮮明で安価なので学童用に用いられることがある。しかし、耐光性に劣り、油絵具化するとブリード（滲出）する。
フタロシアニン緑はフタロシアニン青に続いて開発され、塩素化銅フタロシアニンは1838年に商品化された。Colour Index Generic NameにはPigment Green 7、臭素化塩素化フタロシアニンのPigment Green 36、臭素化塩素化亜鉛フタロシアニンのPigment Green 58が記載されている。液晶テレビを含む液晶ディスプレイのカラーフィルタの緑には、構成要素としてPigment Green 36が使われている。

## 青に関する事項

### 自然界の青

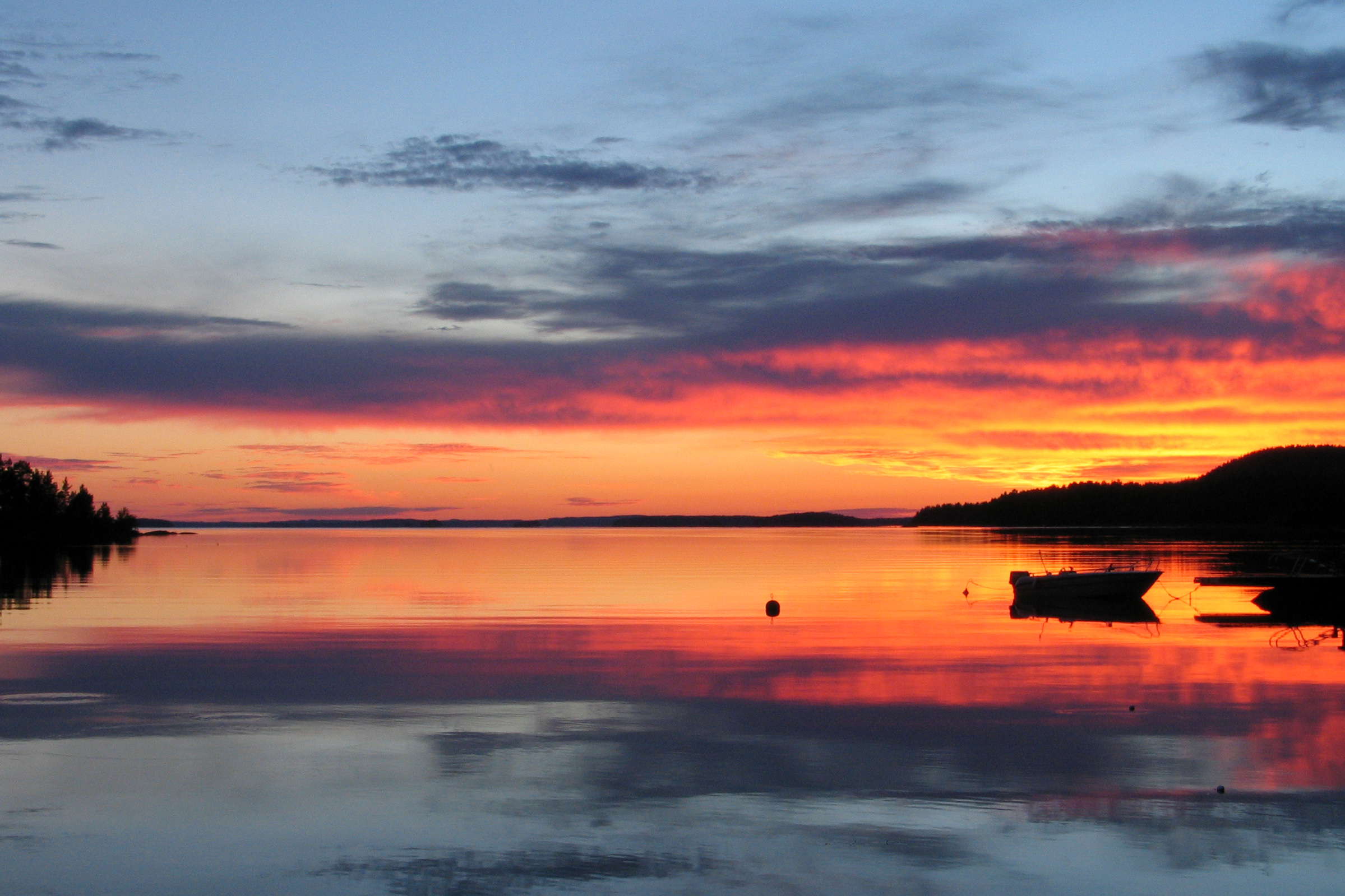
パイエンネ湖の日入りの空と水面。青が散乱された結果、夕焼けは赤みを帯びる。斜めから見た水面は空の色を映し出してその色合いを変える。

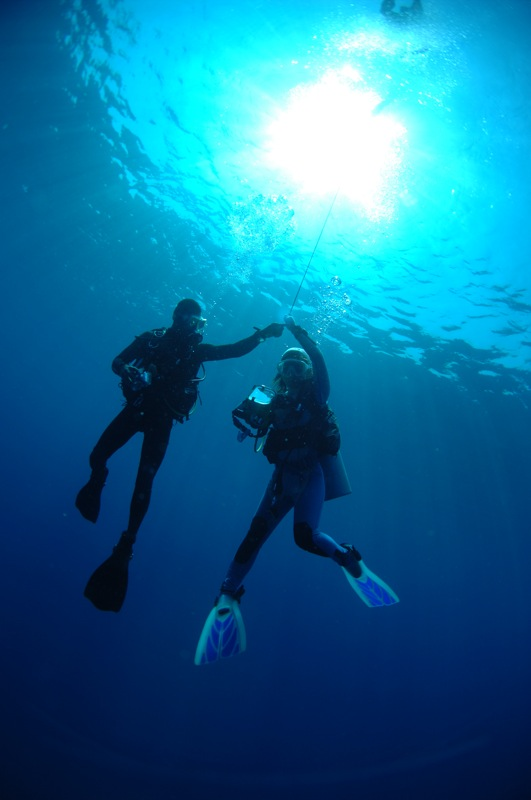
スクーバダイビング中に海面を見上げると見えるディープブルー（タイのSimilanにて）

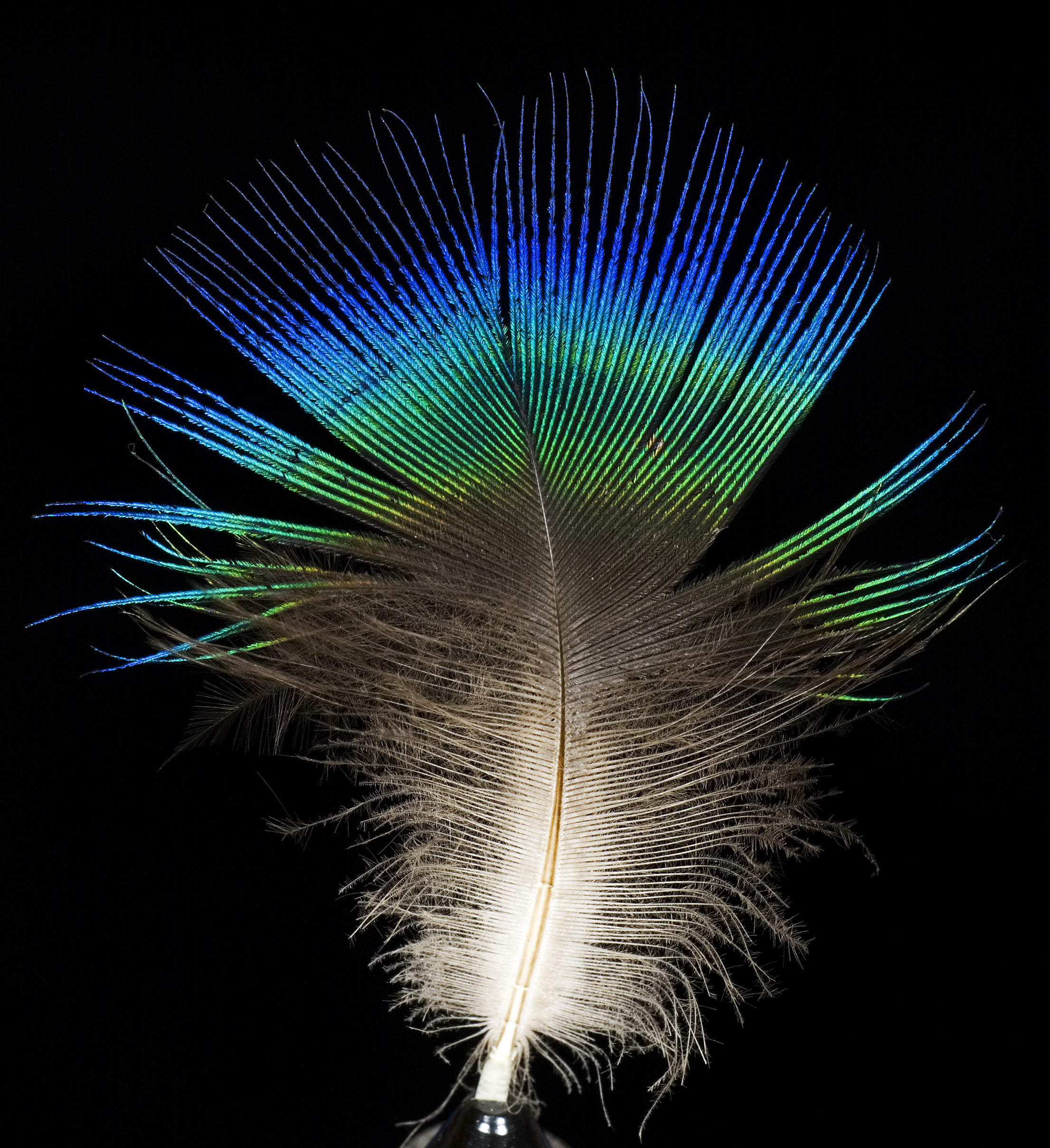
オスのクジャクの羽。イリデッセンスにより角度によって色が変化する。

人々が自然の中で最も身近に接する晴れた空の青色は、光の波長より小さな空気分子が短い波長をより多く散乱するレイリー散乱によるものである。日中は太陽の光のうち波長の短い青色が多く散乱されてわれわれの目に届くため青く見える。この青空の色の原因については、それがあまりに日常的であったため古代にはあまり注目されてこなかった。それが説明されるべきものと考えられるようになったのはルネサンス以降である。

晴れた日に海など屋外の水面を斜めから見たときそれらは青く見え、通常海は青いものと思われている。こうして目にする青さのほとんどは、青空が映っているからであり、他の状況では海はさまざまな色を呈する。ただし、水は長波長の可視光をより多く吸収するので、海中で物は青っぽく見え、また、海中の浮遊物や、ある程度の深さのあるサンゴ礁のような明るい海底に当たって反射してきた光もそれそのものが青く見える。
花の色素としては青色は比較的まれである。とくにカーネーションやバラなどにおいては交配によって青い花を咲かせる品種を作り出すことが困難であり、近年では遺伝子操作によって作り出そうとする研究が行われている。青いバラについては、不可能・幻を表す代名詞ともなっている。ちなみに、花色という色名は青色の一種であるが、これはツユクサの花の色とされる。
鳥の羽の鮮やかな色は様々な方法で作り出されているが、青色の場合は青空と同じように選択的な散乱を用いていることが多い。ただしクジャクの羽はチョウと同じく光の干渉をもちいたイリデッセンスによる色である。色名の孔雀青は緑がかった青色を意味するが、実際のクジャクの羽は光線の状態や角度により様々に輝きを変える。
月は極めてまれに青みがかって見えることがある。過去に大規模な森林火災や火山噴火で上空にチリが巻き上げられたときに観測されており、1μm程度のチリが赤や黄色の長波長の光を多く散乱するために起こる。火星の夕焼けも同様の理由で青い。こうしたことから、英語でブルームーン (blue moon) は極めてまれなことを意味することになった。なお、誤解からひと月に2度目の満月も実際の色にかかわりなくブルームーンとよばれる。
青色が寒色であるというイメージとは裏腹に、オリオン座β星・リゲルなど青みがかって見える星は、通常、他の星より温度が高く質量が大きな若い青色超巨星や青色巨星である。寿命は数千万年かそれ以下と短く、われわれの太陽のようなより長い寿命の星からみれば、ひと時だけ激しく輝いて去っていく星である。最後には超新星爆発を起こして中性子星やブラックホールになると考えられている。リゲル同様青白く輝くおおいぬ座α星・シリウスは超巨星や巨星ではなく主系列星だがやはり表面温度は高温で、その青白い輝きから「青星」という和名を持つ。また炎でも、比較的温度の高い（酸素供給量が多い）ほうが青く見える。
食物の色としての青については、着色料でチョコレートやこんぺいとうなどの菓子を青く着色することはあるが、自然界に存在するものとしては青魚ぐらいしかなく、青野菜は緑色である。

### 古代の青

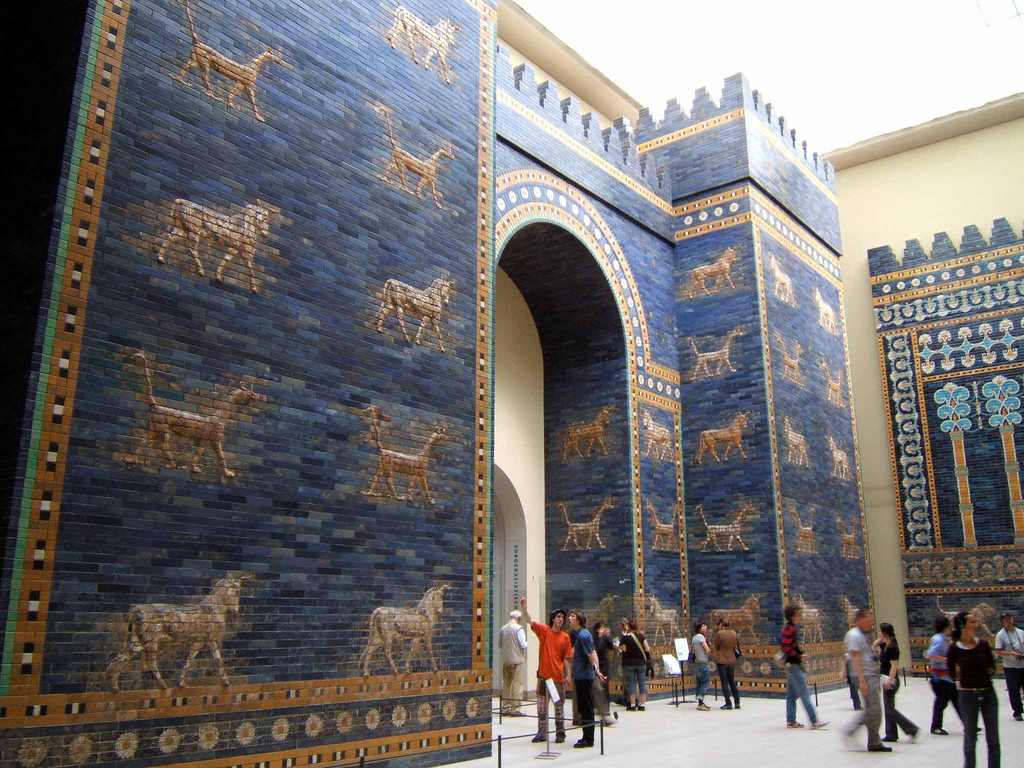
ペルガモン博物館に復元されているバビロンのイシュタル門（前6世紀）

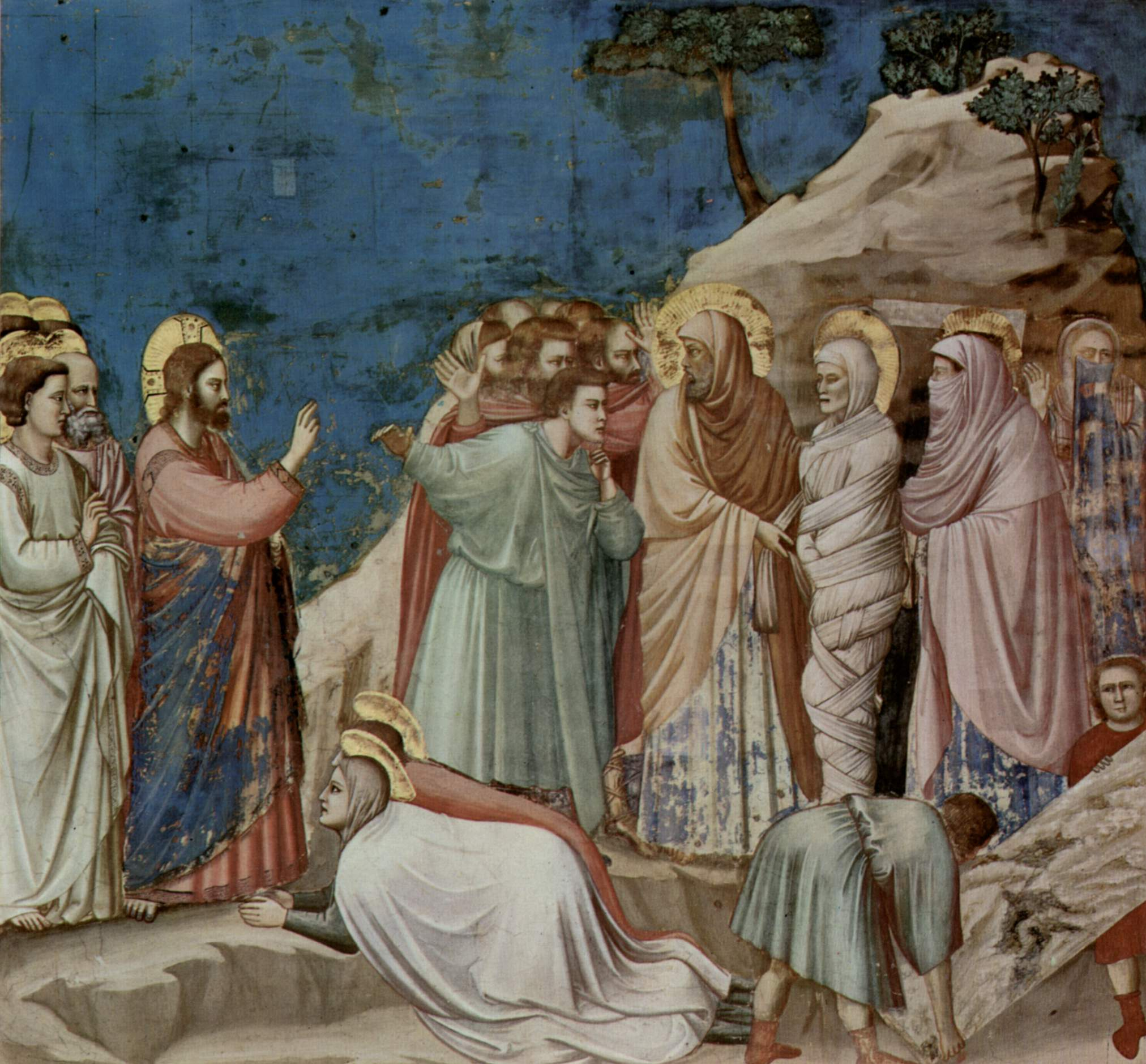
ジョット『ラザロの復活』。14世紀ジョットにおいて初めて空が青く彩色された。それまでは主に金色が用いられていた。

洋の東西を問わず古代には青色は日常と異なった別世界の色とされる傾向があり、日常の世界では重要な役割を果たさないか、ときに死体の色を連想させることなどから忌避される色でもあった。石器時代を通じ、青は作り出すことも難しく、青く染色されるものはほとんどなかった。黒に対し、明るさを担う白、鮮やかさを担う赤という多くの古代社会での3つの基本色に対し、青は象徴的意味の弱いその他の色に甘んじ、色の分類的機能に加わることも少なかった。ヨーロッパではこうした傾向は12世紀ごろまで続いた。
古代ギリシャでは色相を積極的に表す語彙そのものが少なかった。青色を表すためには2つの言葉、キュアノス (kyanos, κυανός) とグラウコス (glaukos, γλαύκος) が用いられたがその意味は曖昧である。前者のキュアノスはシアン (cyan) の語源でラピスラズリの深い青色をさして用いられたものの、むしろ明度の低い暗さを意味し、黒色、紫色、茶色をも表した。ホメロスはその深みを神秘的なものや、恐ろしげなもの、または珍しいものを形容するのに好んで使用している。一方、グラウコスは瞳や海の形容として用いられたが、青色、緑色、灰色、ときに黄色や茶色をも表し、むしろ彩度の低さを意味していた。緑内障を表す英語グローコーマ (glaucoma) の語源はこのグラウコスであり、多くの場合、失明の危機をもたらす緑内障などの疾患をわずらったくすんだ瞳の色を表すのに用いられている。
古代ローマでも青はあまり注目されず、青とされるラテン語のカエルレウス (caeruleus) はむしろ蝋の色、あるいは緑色、黒色を表していた。ローマでは青は喪服の色であり、何よりケルト人やゲルマン人などの野蛮さを象徴する憎むべき、もしくは回避すべき色であった。例えば、青い瞳を持つことは醜さのひとつのようにみなされ、タキトゥスは青く体を染めたブリトン人の軍隊を「幽霊の軍隊」と呼び、大プリニウスはブリトン人の女性が体を青く染め忌まわしい儀式を行うと主張した。古代ギリシャ、古代ローマとも虹の色をさまざまに分類したがそこに青が加えられることはなかった。
中国でも青は人のものではないという意味合いがあった。道教であの世とこの世を結ぶ門であるとされる中国豊都鬼城の門は青色に塗られており、手を触れると死期が近づくされる。
他の民族では、藍で青く染めることが行われ、青ないし緑は神秘さや異世界の色を表しもした。中東やエジプトでは魔除けの色であり、また死者を守る葬儀や死と結びついた色でもあった。バビロンのイシュタル門は青い彩釉煉瓦で彩られ、インドのカーリダーサはシヴァ神の肌の色を青と表した。『旧約聖書』では翻訳による色彩用語の変遷が大きいものの、神の足元もしくは玉座には青いサファイアがあった。
その後、ヨーロッパでは12世紀に青はそれまでの控えめな地位を捨て、数十年のうちに最も美しい色だとされるまでになる大変化を遂げた。この時期、絵画の中の聖母マリアの服装は喪に服す暗い青や黒から明るい青へと変化し、マリア崇敬とともに青の地位も向上していくことになった。

## 近似色
- アクアマリン
- アジュール
- インディゴ
- シアン
- ターコイズブルー
- ネイビー
- ミッドナイトブルー
- 藍色
- 浅葱色
- 勝色
- 鴨の羽色
- 群青色
- 紺色
- 紺青
- 空色
- 縹
- 水色
- 瑠璃色
- 青緑
- 青紫
- コバルトブルー
- セルリアンブルー